# Бугуджате
Бугуджате (итал. Buguggiate) — коммуна в Италии, располагается в провинции Варесе области Ломбардия.
Находится на берегу озера Варесе. Население составляет 3139 человек, плотность населения составляет 1570 чел./км². Занимает площадь 2 км². Почтовый индекс — 21020. Телефонный код — 0332.
Покровителем коммуны почитается святой Виктор Мавр, празднование 8 мая.